# 그레이시 골드
그레이스 엘리자베스 골드(영어: Grace Elizabeth Gold, 1995년 8월 17일~)는 미국의 피겨 스케이팅 선수이다.